# Czkałowo (obwód królewiecki)
Czkałowo (ros. Чкалово, niem. Enzuhnenm, 1938-1945 Rodebach) – osiedle typu wiejskiego w Rosji, w obwodzie królewieckim, w rejonie niestierowskim, zamieszkałe przez 184 osób. Wieś znajduje się nad rzeką Rakowką (dopływie Pregoły).

## Historia
24 czerwca 1874 roku w Enzuhnen stało się siedzibą nowego powiatu, składającego się z dziesięciu gmin wiejskich (Ackmonienen, Bißnen, Enzuhnen, Kubillehlen, Kurplauken, Noreitschen, Schluidszen, Trakehnen, Wilken, Wirbeln) i obszaru dworskiego (Enzuhnen). W 1910 roku we wsi było 220 mieszkańców. 30 września 1928 roku obszar dworski włączono do gminy wiejskiej. 3 czerwca 1938 roku zmieniono nazwę wsi na Rodebach, a nazwę gminy na „Amtsbezirk Rodebach”. 1 stycznia 1945 roku powiat został zniesiony, a w jego miejsce powstało siedem gmin: Bißnen, Freieneck, Lerchenborn, Rodebach, Trakehnen, Wilken i Wirbeln.
W 1945 roku tereny te zostały zajęte przez Armię Czerwoną, a następnie weszły w skład obwodu królewieckiego. W 1947 roku Rosjanie zmienili nazwę wsi na Czkałowo na cześć radzieckiego pilota Walerija Czkałowa.
W latach 1947–2008 istniał Czkałowski Sielski Sowiet, w skład którego wchodziło 20 wsi. Początkowo w latach 1947–1975 siedzibą administracyjną Rady Gminy było Czkałowo, następnie w latach 1975–1988 Jasnaja Polana, w latach 1988–2008 Iljuszyno. Po rozpadzie Związku Radzieckiego gmina istniała jako Czkałowski wiejski okręg. W latach 2008–2018 wieś należała do gminy Iliuszymo. W 2018 roku gminy zlikwidowano, a tereny włączono do rejonu niestierowskiego.

## Kościół
W 1608 roku powstała parafia Ewangelickiego Kościoła Unii Staropruskiej z wydzielonego terytorium parafii w Pillupönen. W 1912 roku do parafii przyłączono kościół filialny w Soginten. W czasie wojny kościół w Rodebach został poważnie uszkodzony.
Pastorzy parafii
1612–1657. Christoph Sappuhn.
1656–1673. Jerzy Steinfeldt.
1673–1688. Jerzy Petri.
1685–1690. Johann Heinrich Arnoldi.
N. voglerus.
1692–1709. Johann Wilhelm Vorhoff.
1709–1711. Johann Behrend.
1711–1725. Daniel Reinhold Engellen.
1725–1769. Jerzego Adama Meisnera.
1767–1804. Otto Thierbach.
1804–1816. Johann Simon Kanning.
1817–1856. Friedrich Wilhelm Rauschning.
1856–1872. Johann Theodor Bernhard Gamradt.
1873–1885. Karl Salomon.
1895–1911. Karl Alexander Tiedtke.
1911–1945. Max Dorr.